# Partido Progresista de Anguila
El Partido Progresista de Anguila es un partido político en Anguila. En las últimas elecciones, el 21 de febrero de 2005, el partido obtuvo 9.5% del voto, pero ningún escaño.

## Resultados electorales
| Año  | Votos | %    | Escaños | +/– | Posición |
| ---- | ----- | ---- | ------- | --- | -------- |
| 2005 | 497   | 8,9  | 0/7     | 0   | 4.º      |
| 2010 | 1 039 | 14,7 | 1/7     | 1   | 3.º      |